# Fred Keller
Pour les articles homonymes, voir Keller.
Frederick B. Keller dit Fred Keller, né le 23 octobre 1965 à Page (Arizona), est un homme politique américain. Membre du Parti républicain, il est élu pour la Pennsylvanie à la Chambre des représentants des États-Unis en 2019.

## Biographie
Keller travaille pour Conestoga Wood Specialties, un fabricant d'éléments en bois pour cuisines, d'abord comme ouvrier puis comme directeur d'usine.
En 2010, il est élu à la Chambre des représentants de Pennsylvanie. Il y représente le 85e district, qui s'étend sur les comtés de Snyder et d'Union. Il est réélu à quatre reprises : en 2012, 2014, 2016 et 2018.
En 2019, il se présente à la Chambre des représentants des États-Unis dans le 12e district de Pennsylvanie pour succéder au républicain Tom Marino, démissionnaire. Le district comprend quinze comtés du centre et du nord de l'État. Dans cette circonscription acquise aux républicains, il reçoit le soutien du président Donald Trump et est élu représentant avec environ 68 % des suffrages face au candidat démocrate Marc Friedenberg,.